# Jelena Tomašević
Jelena Tomašević, cyr. Jелена Томашевић (ur. 1 listopada 1983 w Negotinie) – serbska piosenkarka popowa.
Obecnie studiuje filologię angielską na Uniwersytecie w Kragujevacu. 24 maja 2008 roku wystąpiła w Belgradzie w finale konkursu Eurowizji, reprezentując Serbię z piosenką „Oro”.

## Życiorys
Już od najmłodszych lat Tomašević występowała na dziecięcych festiwalach, gdzie zdobywała liczne nagrody. Także jej dorosła kariera obfituje w nagrody zdobywane na międzynarodowych konkursach m.in. w Czechach czy w Bułgarii. W 2003 roku nagrała kilka piosenek z serbską grupą Biber, śpiewała także w zespole Vlado Georgieva, a w 2004 roku po raz pierwszy wzięła udział w festiwalu Beovizija. Rok później rozpoczęła się jej współpraca z serbskim muzykiem Željko Joksimoviciem, co zaowocowało wygraną na festiwalu Beovizija w 2005 roku z utworem „Jutro”. W 2006 roku Jelena podpisała kontrakt z wydawnictwem Minacord, a jej pierwsza płyta miała się ukazać w kwietniu 2008 roku.
W 2008 roku ponowna współpraca z Željko Joksimoviciem przyniosła jej kolejny sukces. Piosenka „Oro” z muzyką jego autorstwa oraz słowami Dejana Ivanovicia w wykonaniu Jeleny wygrała festiwal Beovizija, dzięki któremu reprezentowała Serbię w Konkursie Piosenki Eurowizji. Jako reprezentantka gospodarzy miała zapewnione miejsce w finale widowiska, zajęła wtedy 6. miejsce ze 160 punktami.